# Tongre-Notre-Dame
Tongre-Notre-Dame (wa. Tongue-Nosse-Dame) – dzielnica (section) miasta Chièvres w Belgii, w Regionie Walońskim, w prowincji Hainaut, w okręgu Ath. 1 stycznia 2020 roku liczyła 627 mieszkańców. Do 31 grudnia 1976 samodzielna gmina.

## Demografia
Liczba mieszkańców, stan na 1 stycznia:
| Rok                | 1930 | 1947 | 1961 | 2020 |
| ------------------ | ---- | ---- | ---- | ---- |
| Liczba mieszkańców | 566  | 559  | 560  | 627  |